# Яніс Юрканс
Яніс Юрканс (31 серпня 1946, Рига) — латвійський політик, засновник та колишній голова Національної угоди, член Сейму, міністр закордонних справ (1990—1992), перший після того, як Латвія здобула незалежність.

## Життєпис
Він народився в сім'ї з польсько-латвійським корінням. У 1974 році закінчив Латвійський університет за спеціальністю англійська філологія, після чого працював на кафедрі іноземних мов цього університету (1974—1978). У 1980-х роках був працевлаштований на фабриці декоративних мистецтв. У 1989 році він долучився до діяльності Латвійського народного фронту, в якому відповідав за закордонні справи.
У травні 1990 року він обійняв посаду міністра закордонних справ Латвійської РСР, залишився на цій посаді й після того, як Латвія відновила незалежність (був міністром до листопада 1992 року).
Після відставки з посади він долучився до створення лівоцентристської формації — групи, яка виступає за більшу рівномірність розподілу витрат на економічні реформи та проти дискримінації російськомовної громади. У 1994—2005 роках був главою Національної партії згоди, депутатом у сеймах V, VI, VII та VIII скликань (1993—2006). Був головою фракції Національної партії згоди (1994—1996, 1997—1998) та фракції «За права людини в Об'єднаній Латвії» (1998—2003). Потім він відмовився від своєї поточної політичної діяльності, став головою правління «Baltijas asociācija — transports un loģistika».
На виборах 2011 року він невдало балотувався до Сейму зі списку Реформаторської партії Шлесерського ЛПП/ЛК. Він був радником Альфреда Рубікса, члена Латвії в Європейському парламенті. У 2014 році він став головою Ризького осередку Союзу поляків Латвії, законність його обрання поставило під сумнів національне управління союзу.